# Jung Hye-young
Jung Hye-young (Seúl; 14 de diciembre de 1973) es una actriz surcoreana. Es parte de YG Entertainment group y es conocida por sus papeles en series coreanas.

## Vida personal
En 2004 se casó con Sean Noh, miembro del dúo hip-hop Jinusean. Ellos tienen cuatro hijos, dos niñas y dos niños.

## Filmografía

### Series de televisión
| Año     | Título                      | Papel               | Canal | Notas        | Ref.        |
| ------- | --------------------------- | ------------------- | ----- | ------------ | ----------- |
| 1993    | Dinosaur Teacher            |                     | SBS   |              |             |
| 1995    | Our Vines                   |                     | SBS   |              |             |
| 1995    | Kka Chi                     |                     | SBS   |              |             |
| 1995    | You Are So Nice             |                     | SBS   |              |             |
| 1995    | Jazz                        | Hong Dan-bi         | SBS   |              |             |
| 1997    | Starting to Happy           |                     | SBS   |              |             |
| 1997    | My Lady                     | Kim Yu-mi de adulta | KBS   |              |             |
| 1997    | Legend of Heroes            | Kang Yoo-ri         | MBC   |              |             |
| 1998    | Mr. Right                   | Na Eun-joo          |       |              |             |
| 1998    | For Love                    |                     |       |              |             |
| 2001    | The Jewelry Box in My Heart |                     | MBC   |              |             |
| 2002    | Lovers                      | Jung Hye-young      | MBC   |              |             |
| 2002    | To Be With You              | Han Jae-hee         | KBS1  |              |             |
| 2003    | Swan Lake                   | Go Eun-jung         | MBC   |              |             |
| 2003    | Sister-in-law               |                     | MBC   |              |             |
| 2004    | El Fénix                    | Yoon Mi-ran         |       |              |             |
| 2004    | Forbidden Love              |                     |       | Cameo        |             |
| 2005    | Lawyers                     | Kim Joo-hee         | MBC   |              |             |
| 2006    | 90 Days, Time to Love       | Park Jung-ran       | MBC   |              |             |
| 2007    | Prince Hours                | Kang Soo-young      |       | Cameo        |             |
| 2008    | Spotlight                   | Kim Mi-hee          | MBC   | Cameo, ep. 1 |             |
| 2008    | East of Eden                | Jae Hee / Janice    | MBC   |              |             |
| 2009    | El regreso de Iljimae       | Baek Mae            | MBC   |              |             |
| 2010    | Playful Kiss                | Hwang Geum-hee      | MBC   |              |             |
| 2013    | Gu Family Book              | Chun Soo-ryun       | MBC   |              |             |
| 2018    | Goodbye to Goodbye          | Kim Se-young        |       |              |             |
| 2019    | The Crowned Clown           | Woon-sim            |       |              |             |
| 2021-22 | Snowdrop                    | Cho Seong-sim       | jTBC  |              |             |
| 2022    | Detrás de cada estrella     | Song Eun-ha         | tvN   |              | [ 6 ]       |
| 2022    | Reborn Rich                 | Lee Hae-in          | jTBC  |              |             |
| 2023    | Destined With You           | Cha Yoon-joo        | jTBC  |              | [ 7 ] [ 8 ] |
| 2025    | Law and the City            | Kang Jeong-yoon     | tvN   |              | [ 9 ]       |

### Espectáculos de variedad
- El Regreso de Superman como Narradora (KBS, 2015–presente)

### Cine
- Man on the Edge (2013)

### Vídeos musicales
- "그대 뿐이죠" (XO, 2004)

## Libro
- Today, the More I Love You (ensayo, 2008)[10][11]
- Happier Today (ensayo, 2014)[12]

## Premios
- 1996 SBS Drama Awards: Mejor Actriz Nueva
- 2001 MBC Entertainment Awards: Mejor artista revelación, categoría comedia
- 2004 MBC Drama Awards: Premio a la Excelencia, Actriz (Phoenix)
- 2008 Style Icon Awards: "Hermoso Compartir" Premio Especial
- 2008 Korea Green Foundation: 100 Personas que Iluminan nuestro mundo
- 2010 44th Taxpayer's Day: Citación Presidencial[13]
- 2010 1st Korea Wings of Love: Gran Premio (Daesang)
- 2011 2º 친환경문화 홍보대사 선발대회 에코맘상